# Comitato per la legislazione
Il Comitato per la legislazione è un organo della Camera dei deputati della Repubblica Italiana. È stato istituito con la riforma del regolamento della  del 1997 (art. 16 bis). 
Nel 2022 il Senato della Repubblica ha istituito un organo analogo.

## L'esigenza del miglioramento della legislazione
Il Comitato è stata la risposta ad una esigenza abbastanza sentita a partire dagli anni novanta nell'ambito della Riforma Bassanini di introdurre in Italia delle esperienze e degli istituti che aiutassero a migliorare la qualità della legislazione (la cosiddetta Better regulation). Non a caso, infatti, in quegli anni fu introdotta anche la pratica della legge annua di semplificazione che, con la sua prima approvazione, immise nell'ordinamento italiano la pratica dell'Analisi dell'impatto della Regolazione (AIR).

## Composizione e Presidenza
Il Comitato è composto da 10 deputati (fino al 1999 erano 8) scelti dal Presidente della Camera in eguale numero fra i membri della maggioranza e dell'opposizione. Questa composizione lo rende un unicum tra gli organi della Camera. La presidenza è a rotazione ed ogni mandato dura sei mesi, secondo quanto previsto dal Regolamento della Camera. Tuttavia la Giunta per il Regolamento, in data 16 ottobre 2001, ha stabilito che la durata del turno di presidenza, in via sperimentale, sia di dieci mesi.
Proprio queste due singolari caratteristiche sembrano indicare la funzione tecnica dello stesso comitato ed anche il fatto che il miglioramento della legislazione sia un fine comune sia alla maggioranza che all'opposizione. L'organo risulta quindi sottratto dal criterio maggioritario.
Fin dalla prima presidenza del Comitato è invalsa la prassi, poiché il regolamento non lo prevede, che il presidente uscente compili una relazione sullo stato dei lavori e sulle prospettive del Comitato.

## Poteri e pareri
Lo strumento principe del Comitato per l'esternazione dei suoi poteri è il parere. Duplice è la possibilità per averne uno, poiché c'è un procedimento ad attivazione "eventuale" ed uno ad attivazione d'ufficio. Il procedimento ad attivazione "eventuale" è regolato dal comma 4 dell'articolo 16-bis del Regolamento della Camera dei deputati. Su richiesta di almeno un quinto dei componenti di una Commissione parlamentare, la stessa Commissione può richiedere al Comitato, su un disegno di legge al proprio esame, un parere su:
1. Qualità del testo legislativo;
2. Omogeneità, semplicità, chiarezza e proprietà della formulazione;
3. Efficacia per la semplificazione e il riordinamento della legislazione vigente.

Il parere del Comitato si attiene sulla base dei criteri e dei requisiti tecnici definiti dalle norme costituzionali e ordinarie e dal Regolamento della Camera. Per avere tale parere la Commissione deve aver stabilito il testo base e la richiesta di parere deve essere compatibile con la programmazione dei lavori della Commissione e dell'Assemblea relativamente al progetto di legge al quale è riferita, e non determina comunque modificazione al calendario dei lavori dell'Assemblea o della Commissione. Tale previsione normativa è strutturata come una vera e propria norma contro pratiche ostruzionistiche ed è coerente con la struttura assolutamente originale del Comitato e della sua funzione.
Il procedimento di ufficio è stato introdotto con la riforma del 1999 del Comitato con il comma 6-bis dell'art.16. Devono essere affidati al Comitato tutti i decreti legge presentati dal Governo e i progetti di legge che contengono norme di delegazione legislativa o di delegificazione.
Un altro aspetto peculiare del parere reso dal Comitato è quello della cosiddetta Dissenting opinion, introdotto dal comma 5 dell'articolo 16-bis della Camera dei deputati, secondo il quale, su richiesta di uno o più membri del Comitato che abbiano espresso opinioni dissenzienti, il parere dà conto di esse e delle loro motivazioni.
Qualora le Commissioni non intendano adeguare il testo del progetto di legge alle condizioni contenute nel parere del Comitato, debbono indicarne le ragioni nella relazione per l'Assemblea.